# 1634 год в России
Царствование: 1613—1645 — Михаила Фёдоровича

## События
- 1632—1634 годы — русско-польская война из-за смоленских и чернигово-северских земель, утраченных Русью в войне 1605—1618[1].
  - 1632—1634 — Роменские походы. Три удачных похода русских войск на Ромен (Ромны)[2].
  - 15 (25) февраля — воевода Михаил Шеин саморучно подписывает капитуляцию русского войска у стен Смоленска; победа польской армии Владислава IV[1].
  - февраль—март — героическая оборона русским гарнизоном воеводы Фёдора Волконского крепости Белая[3].
  - Курск выдерживает осаду польско-литовских войск[4].
  - 4 июня — Поляновский мир завершает Смоленскую войну; восстановление границ по Деулинскому перемирию (1618); король Речи Посполитой Владислав IV отказывается от притязаний на русский трон[1].
- Январь — избрание патриархом Московским и всея Руси Иоасафа I (1634—1640)[1].
- Весна — экспедиция енисейских казаков во главе с Посником Ивановым; основание ими города Вилюйска.
- 14 августа — в Москву прибывает немецкое посольство на четыре месяца; голштинец Адам Олеарий получает разрешение на 3-х летнюю торговлю с Персией[1].
- 20 августа — на Московском печатном дворе вышло первое пособие для обучения грамоте — «Букварь» Василия Бурцова[1].
- 30 сентября — рождение седьмого ребёнка и пятой дочери царя, царевны Софьи (1634—1636)[5].
- Декабрь — по инициативе Грамотина И.Т. в Стокгольме открыта русская резидентура — первое постоянное дипломатическое представительство Русского государства за границей (просуществовало 1,5 года)[6].
- Сражение на Чёрном Июсе. Сражение, разгоревшейся в ходе похода русского казачьего войска против Хонгорая, и закончившееся разгромом русской экспедиции на реке Чёрный Июс[7].
- Село Рыбное (сов. г. Рыбное) сожжено и разграблено крымскими татарами[8].
- Измайлов Артемий Васильевич, после того, как русские войска осаждённые в Смоленске, сдались польским войскам, обвинён Боярской думой в измене и по её приговору казнён[9].
- Англичанину Коэтсу разрешено возвести стекольный завод под Москвой[1].
- В Пыскоре (Пермь Великая) построен первый в России казённый медеплавильный завод.
- Основан Оранский Богородицкий монастырь (Нижегородская область).
- В Россию прибыли посольства: Швеции и Гольштейн (немецкое)[10].
- Переговоры с посольством Османской империи[11].
- 1634—1636 — Грамотин И.Т. пожалован печатником[6].
- Пожалование Думным дворянином: Проестев Степан Матвеевич[12].
- Пожалованы окольничеством: Волконский Фёдор Фёдорович, Коробьин Василий Гаврилович, Стрешнев Фёдор Степанович[12].
- Пожалованы боярством: Морозов Борис Иванович (минуя чин окольничего)[13], Голицын Иван Андреевич, Шереметев Иван Петрович, Морозов Иван Васильевич, Стрешнев Лукьян Степанович, Львов Алексей Михайлович[12].
- Местничество: 
  - Сумин-Курдюков Ларион Григорьевич и Ромодановский Василий Григорьевич (1634-1635)[14].
  - Сумин-Курдюков Ларион Григорьевич и городовые дворяне псковичи, пусторжевцы, опочцы (1634-1635)[14].

## Города и поселения
- Восстановлена крепость Валуйки, полностью сожжёная в 1633 году[15].
- Торопец пострадал от пожара (страдал от пожаров: 1683, 1758, 1792, 1808)[16].
- Тюмень выдержала осаду калмыков[17]
- Тара выдержала нападение ойратов и сибирских татар[18].

## Руководители приказов
| Года      | Приказ             | Ф,И,О главы                     | Примечания                           |
| --------- | ------------------ | ------------------------------- | ------------------------------------ |
| 1634-1635 | Посольский приказ  | Грамотин Иван Тарасьевич        | Впервые: 1603-1604 и 1605, 1619-1626 |
| 1634-1638 | Судный приказ      | Пожарский Дмитрий Михайлович    |                                      |
| 1622-1642 | Большой казны      | Черкасский Иван Борисович       | За исключением 1638                  |
| 1622-1642 | Иноземский приказ  | Черкасский Иван Борисович       | За исключением 1638                  |
| 1622-1642 | Стрелецкий приказ  | Черкасский Иван Борисович       | За исключением 1638                  |
| 1622-1637 | Аптекарский приказ | Черкасский Иван Борисович       |                                      |
| 1624-1634 | Казанского дворца  | Черкасский Дмитрий Мамстрюкович |                                      |
| 1630-1661 | Разрядный приказ   | Гавренёв Иван Афанасьевич       | Думный дьяк                          |

## Воеводы[22]
| Года      | Город         | Ф,И,О воеводы                 | Примечания |
| --------- | ------------- | ----------------------------- | ---------- |
| 1633-1634 | Арзамас       | Шаховской Никита Леонтьевич   |            |
| 1632-1635 | Астрахань     | Трубецкой Алексей Никитич     |            |
| 1633-1634 | Болхов        | Свиязев Иван Захарьевич       |            |
| 1634-1635 | Болхов        | Мещерский Юрий Афанасьевич    |            |
| 1634-1636 | Царёв-Борисов | Толмачов Никита               |            |
| 1634      | Боровск       | Куракин Фёдор Семёнович       | Стольник   |
| 1634      | Боровск       | Хованский Иван Никитич        | Стольник   |
| 1634-1635 | Боровск       | Шушерин Роман                 |            |
| 1634-1635 | Брянск        | Хилков Иван Андреевич Меньшой | Стольник   |
| 1633-1634 | Белгород      | Волынский Михаил Петрович     |            |
| 1634-1637 | Белгород      | Тургенев Афанасий Дмитриевич  |            |
| 1634      | Белёв         | Давыдов Павел                 |            |
| 1634      | Белёв         | Квашнин Иван Григорьевич      |            |

## Родились
- Царевна Софья Михайловна (30 сентября 1634 — 23 июня 1636) — седьмой ребёнок и пятая дочь царя Михаила Фёдоровича[5].

## Умерли
- Белосельский, Михаил Васильевич (ум. 1634) — государственный и военный деятель.
- Волконский, Григорий Константинович (ок. 1560—1634) — князь, окольничий; воевода и дипломат.
- Головин, Семён Васильевич (? — 10 января 1634 года) — военный и государственный деятель, воевода, окольничий, боярин.
- Измайлов, Артемий Васильевич (ум. 28 апреля 1634) — военный и государственный деятель, окольничий и воевода[9].
- Иона (ум. 6 июня 1534) — православный святой, преподобный, основатель Клименецкого Свято-Троицкого монастыря.
- Киприан (Старорусенников) (ум. 17 декабря 1634) — епископ Русской церкви; митрополит Великоновгородский и Великолуцкий и дипломат.
- Трубецкой, Юрий Никитич (ум. 1634) — стольник, полковой воевода, тушинский боярин и конюший.
- Шеин, Михаил Борисович (конец 1570-х годов — 28 апреля [8 мая] 1634, Москва) — полководец, военный и государственный деятель, боярин (1606/1607), казнён.